# 瑞穂古墳群
瑞穂古墳群（みずほこふんぐん）は、愛知県名古屋市瑞穂区豊岡通3丁目にある古墳の総称である。

## 概要
6世紀から7世紀にかけて築造されたと考えられている。かつては4基の円墳が存在し、そのうち2-4号墳が約50メートル間隔で存在していたことから、地元では三つ塚と呼ばれていた。瑞穂陸上競技場（現在のパロマ瑞穂スタジアム）や瑞穂球場の建設・改修等によって、現存するのは2基のみ。発掘調査はなされていない。

### 現存する古墳
1号墳
北緯35度7分23.9秒 東経136度56分24.4秒 / 北緯35.123306度 東経136.940111度
豊岡小学校の校庭南側に位置する。高さは約4メートル、直径は20メートル以上あったと考えられているが、現在残っている部分の規模はかなり小さい。
2号墳
北緯35度7分23.9秒 東経136度56分28秒 / 北緯35.123306度 東経136.94111度
名古屋市瑞穂公園内の児童公園の一角、野球場の南側にある。もとは高さ約7メートル・直径約30メートルの規模があったと推定されているが、表土の流出が激しく外観は失われている。墳丘はチェーンで囲まれ立入禁止だが、子供でも容易に立ち入る事が可能な状態になっている。

### 滅失した古墳
3号墳
2号墳の北側に存在した。野球場建設の際に削り取られ、現存しない。
4号墳
2号墳のそば、野球場と豊岡小学校の間にある道路付近に存在したとされる。昭和25年（1950年）に瑞穂陸上競技場の拡張工事で削り取られ、現存しない。

## 出土品
1号墳からは小型円筒埴輪片が、2号墳からは墳頂部に円筒埴輪列が見つかっている。円筒埴輪はいずれも土師質で、外面に粗く縦ハケが施されている。これらの出土埴輪は名古屋市博物館に所蔵されている。